# Alica
Alica je potok v jižní Litvě, v okrese Prienai. Pramení na západním okraji vsi Vazgaikiemis. Teče jižním směrem a u vsi Paprūdžiai se vlévá do řekyky Dūmė jako její levý přítok, 7,9 km od jejího ústí do řeky Peršėkė. Přes řeku vede cesta Išmanai - Paprūdžiai.